# Piąte Ministerstwo Przemysłu Maszynowego Chińskiej Republiki Ludowej
Piąte Ministerstwo Przemysłu Maszynowego Chińskiej Republiki Ludowej (中华人民共和国第五机械工业部), jeden z urzędów centralnych w Chińskiej Republice Ludowej, utworzony 2 września 1963, który nadzorował produkcję sprzętu czołgowego i artyleryjskiego. 
W 1982 resortowi zmieniono nazwę na Ministerstwo Przemysłu Zbrojeniowego.

## Organizacja resortu
- Biuro Ogólne
- Biuro Produkcji Czołgów
- Biuro Produkcji Rakiet
  - Sekcja Produkcji Broni Anty-czołgowej
- Biuro Technologiczne
  - Sekcja Standaryzacji

## Ministrowie
- Qiu Chuangcheng
- Li Chengfang
- Zhang Zhen